# Lipót anhalt–kötheni herceg
Lipót anhalt–kötheni herceg (Köthen, 1694. november 29. – Köthen, 1728. november 19.) Rathi Gizella Ágnes és Emánuel Lebrecht anhalt–kötheni herceg fia. 1717 és 1723 között ő alkalmazta kapellmeisterként Johann Sebastian Bachot. 1704 és 1728 között volt Anhalt–Köthen uralkodója.